# Harald Brattbakk
Harald Martin Brattbakk, född 1 februari 1971 i Trondheim, är en norsk före detta fotbollsspelare. Han var tidernas målkung i Tippeligaen med 166 mål varav 151 i Rosenborg BK, innan han passerades av Sigurd Rushfeldt 2011. Totalt gjorde han 256 mål i obligatoriska matcher för Rosenborg. Brattbakk slutade med elitfotbollen efter säsongen 2005.